# Gyalomia aquaemontana
Gyalomia aquaemontana là một loài bướm đêm trong họ Geometridae.